# Yum Jung-ah
Dans ce nom coréen, le nom de famille, Yum, précède le nom personnel.
Yum Jung-ah (hangeul : 염정아 ; hanja : 廉晶雅 ; RR : Yeom Jeong-a ; MR : Yŏm Chŏng'a) est une actrice sud-coréenne, née le 28 juillet 1972 à Séoul.

## Biographie

### Jeunesse et formation
Yum Jung-ah naît le 28 juillet 1972 à Séoul. Fille ainée de quatre enfants, dont un frère et trois soeurs — la cadette Yum Jung-yun, entre autres.
Jeune, elle fréquente l'université Chung-Ang à Séoul, pour les cours de théâtre et cinéma.
En 1991, à l'âge de 20 ans, elle participe au concours de Miss Corée, dont elle est finaliste : « Je l'ai fait parce que je voulais y participer », avoue-t-elle dans une émission Shall we talk? (톡이나 할까) sur Kakao TV en 2021. En 1992, représente son pays au Miss International, et finit par se trouver au troisième.

### Carrière
En 1991, Yum Jung-ah commence sa carrière d'actrice, apparaissant dans la série Our Paradise (우리들의 천국) sur la chaîne MBC.
En septembre 2008, elle rejoint le réalisateur Choi Dong-hoon, avec Baek Yun-shik et Kim Hyo-jin, pour jouer la « plus grande actrice coréenne » dans le film d'action fantastique Woochi, le magicien des temps modernes (전우치). En juillet 2009, elle révèle être enceinte de son deuxième enfant en plein tournage sans l'avoir annoncé à son équipe. Le film sort en décembre de la même année, et devient le troisième film le plus vendu en Corée du Sud, avec 6100532 entrés.
Mi-mars 2015, son agence déclare que Yum Jung-ah apparaîtra dans le film d'horreur intitulé The Mimic (장산범) de Huh Jung, où elle a pour rôle d'une mère venant de perdre son fils. Ce film sort le 17 août 2017, pour lequel elle est mentionnée « le retour de la reine du thriller », et, dix jours plus tard après sa sortie, devient le premier film d'horreur sud-coréen à avoir attiré plus d'un million de spectateurs en quatre ans, depuis Killer Toon (더 웹툰: 예고살인, 2013) de Kim Yong-gyun.

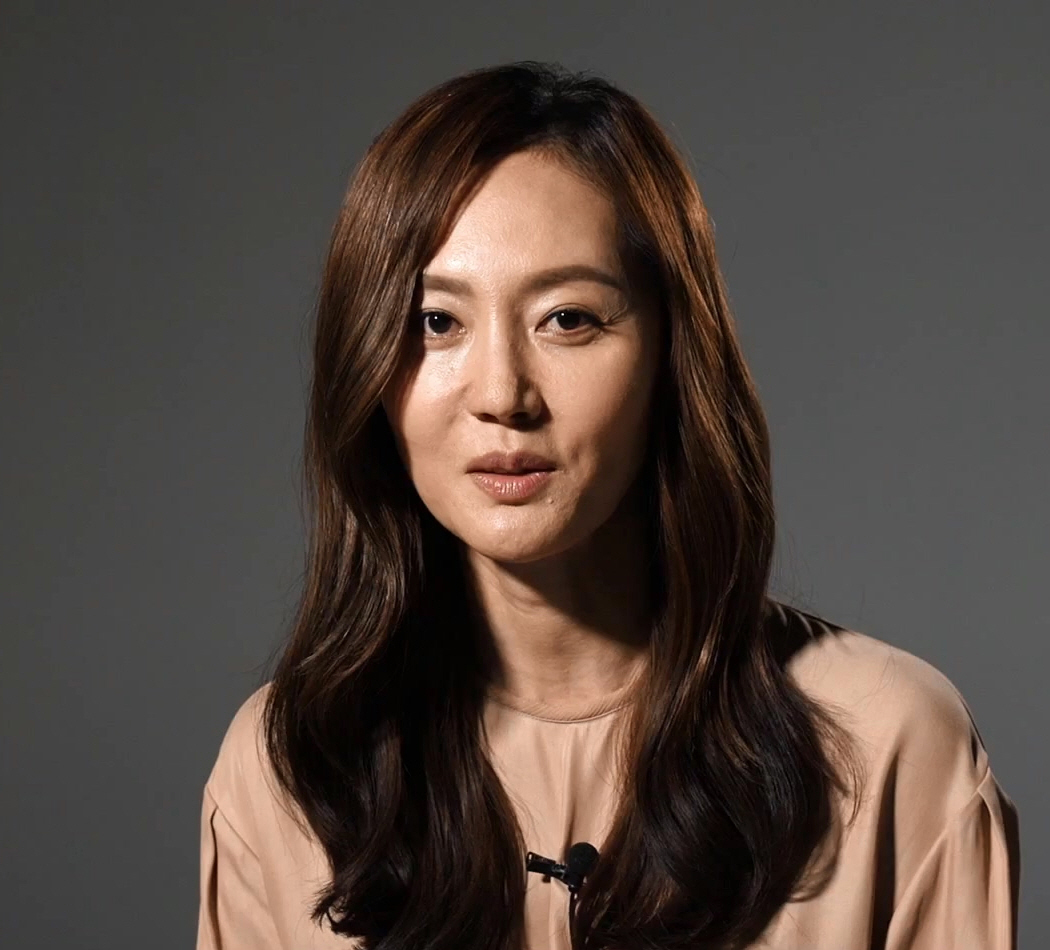
Yum Jung-ah en 2017.

Fin décembre 2017, elle est confirmée dans le rôle de Soo-hyeon, épouse de Tae-soo (joué par Yoo Hae-jin), dans la comédie dramatique Intimate Strangers (완벽한 타인, 2019), remake du film italien Perfetti sconosciuti (2016) de Paolo Genovese.
Mi-janvier 2018, la société de production, Redpeter Films, confirme son engagement, ainsi que Kim Yoon-seok, en tant que réalisateur et acteur, Kim So-jin, Kim Hye-jun et Park Se-jin, pour le film dramatique Another Child (미성년, 2019). En février, elle est également confirmée pour le rôle du chef Yoo Ji-hyeon de l'Agence nationale de police, aux côtés de Gong Hyo-jin, Ryu Jun-yeol et Jo Jeong-seok, pour le film d'action Hit-and-Run Squad (뺑반, 2019) de Han Jun-hee. En août, le projet de la série Sky Castle (SKY 캐슬) attire déjà les téléspectateurs en raison de sa présence, étant engagée pour interpréter le rôle principal, celui de Han Seo-jin, aux côtés de Lee Tae-ran, Yoon Se-ah et Oh Na-ra, également dans les rôles principaux. Depuis sa diffusion en novembre sur JTBC, Sky Castle est la troisième série sud-coréenne la mieux notée de l'histoire de la télévision par câble. Grâce à cette série, en mai 2019, Yum Jung-ah est élue meilleure actrice à la soirée des Baeksang Arts Awards.
Le 8 mars 2019 débute le tournage de la comédie dramatique Start-up (시동) de Choi Jeong-yeol, adapté du webtoon Start ( (스둥)) de Jo Geum-san — ayant de bons critiques avec une note de 9.8⁄10 — avec Ma Dong-seok, Park Jung-min, Jung Hae-in et Yum Jung-ah qui est choisie pour incarner le rôle de la mère brutale de Taek-il. Ce film sort le 19 décembre de la même année.
En janvier 2020, elle est choisie pour un rôle secondaire pour le film de science-fiction Alienoid (외계+인 1부) de Choi Dong-hoon qui sortira le 20 juillet 2022,. Fin décembre, avec Kim Hye-su, elles se voient proposées des rôles principaux pour le nouveau film Smugglers (밀수) signé Ryoo Seung-wan,. Il s'agit d'un drame policier sur deux femmes impliquées dans la contrebande, dans une paisible petite ville balnéaire dans les années 1970. Concernant le choix de ces actrices, le réalisateur avoue être « fan d'elles depuis longtemps ». Le film sort le 26 juillet 2023.
En février 2021, elle est annoncée faire une petite apparition exception dans un épisode de la série romantique Snowdrop (설강화) qui sera diffusée en décembre prochain sur JTBC.
En mars 2022, aux côtés de Jeon So-min et Kim Jae-hwa, elle obtient le rôle principal, celui d'Eo Yong-mi, une femme de ménage, pour la série Cleaning Up (클리닝 업), adaptée de la série britannique du même titre, avec Sheridan Smith dans le rôle principal — diffusée sur ITV en 2019. Cette série est diffusée sur JTBC en juin prochain.

### Vie privée
Le 30 décembre 2006, devant environ 500 invités, à l'hôtel Grand Walkerhill, dans le quartier de Gwangjang, à Séoul, Yum Jung-ah se marie avec Heo Il (허일), réputé pour être chirurgien orthopédiste et directeur d'un hôpital à Hwaseong (Gyeonggi). Ils ont une fille, née le 4 janvier 2008, et un fils, né en 2009.

## Filmographie partielle

### Longs métrages
- 1990 : Urideurui cheonguk (우리들의 천국) de Choi Youn-seok et Lee Jin-seok
- 1992 : Jazz Bar Hiroshima (ko) (째즈빠 히로시마) de Kang Gu-taek : Sayu-ri
- 1995 : Terrorist (테러리스트) de Kim Young-bin : Hwang Chae-eun
- 1999 : La 6e Victime (텔 미 썸딩) de Chang Yoon-hyun : Oh Seung-min
- 2002 : H de Lee Jong-hyuk : l'inspectrice Kim Mi-yeon
- 2003 : Deux sœurs (장화, 홍련) de Kim Jee-woon : Heo Eun-joo
- 2004 : The Big Swindle (범죄의 재구성) de Choi Dong-hoon : Seo In-kyeong
- 2004 : Trois extrêmes (쓰리, 몬스터) de Takashi Miike, Park Chan-wook et Fruit Chan : l'actrice adossant une vampire (segment Cut de Park Chan-wook)
- 2007 : Le Vieux Jardin (오래된 정원) de Im Sang-soo : Han Yoon-hee
- 2009 : Woochi, le magicien des temps modernes (전우치) de Choi Dong-hoon : l'actrice
- 2012 : The Spies (간첩) de Woo Min-ho : Kang, la directrice adjointe
- 2017 : The Mimic (장산범) de Huh Jung : Hee-yeon
- 2018 : Intimate Strangers (완벽한 타인) de Lee Jae-gyu : Soo-hyun
- 2019 : Hit-and-Run Squad (뺑반) de Han Jun-hee : Yoo Ji-hyeon
- 2019 : Another Child (미성년) de Kim Yoon-seok : Young-joo
- 2019 : Start-up (시동) de Choi Jeong-yeol : Yoon Jung-hye
- 2022 : Alienoid : Les Protecteurs du futur (외계+인 1부) de Choi Dong-hoon : Heug-seol
- 2023 : Smugglers (밀수) de Ryoo Seung-wan : Eom Jin-sook

### Séries télévisées
- 1991 : Our Paradise (우리들의 천국)
- 2016 : Secret Healer (마녀보감) : Shaman Hong-joo
- 2018 : Sky Castle (SKY 캐슬) : Han Seo-jin / Kwak Mi-hyang
- 2020 : Snowdrop (설강화) : Song Hye-joo (caméo)

## Récompenses
- Blue Dragon Awards 2004 : meilleur second rôle féminin pour The Big Swindle
- Festival international du film fantastique de Bruxelles 2004 : Corbeau d'argent pour Deux Sœurs